# Edict van Pîtres
Het Edict van Pîtres werd in 864 door Karel de Kale uitgevaardigd en is de laatste succesvolle poging van een Karolingisch vorst om sociale en monetaire hervormingen door te voeren.
De Karolingische koningen hadden hun best gedaan om woeker tegen te gaan, maar het innen van rente was nooit helemaal uitgeroeid. Men vond er altijd wel wat op om op verkapte wijze toch iets aan een lening te verdienen. Woeker nam in Karels tijd ernstige vormen aan. Zo waren er leningen waarbij de lener zijn eigen lijf als onderpand gaf. Wanneer hij bij het vervallen van de lening niet betalen kon, raakte hij in lijfeigenschap. Hierdoor kwamen er steeds meer lijfeigenen. Karel trachtte dit verschijnsel een halt toe te roepen door de duur van een dergelijke lijfeigenschap te beperken tot 7 jaar. Als het een vrouw betrof werd tevens bepaald dat haar kinderen niet onder de lijfeigenschap vielen.

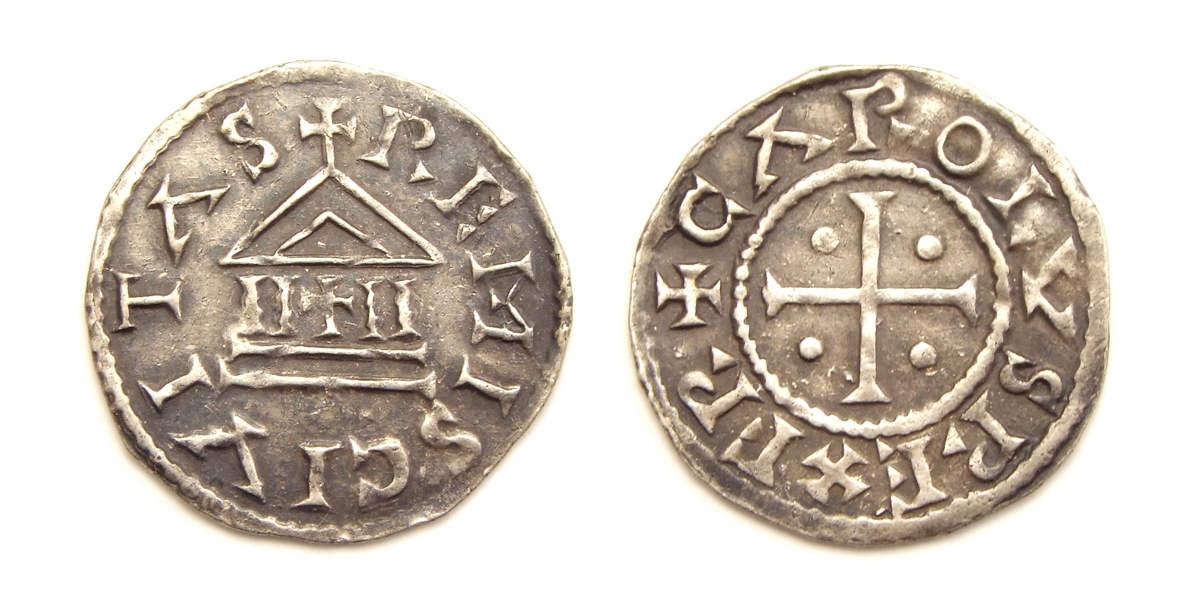
Denier (type Kruis en tempel) van Karel de Kale, geslagen te Reims tussen 840-864 (pre Edict van Pîtres).

Ook het muntwezen werd voor de laatste keer hervormd. De koning hernieuwde zijn alleenrecht op het slaan van munten. Het edict somde de erkende munten op zoals Quentovic, Rouen, Reims, Parijs enz.  Verder stelde Karel dat iedereen zijn oude munten na 1 juli moest inruilen voor nieuw zilvergeld (denarii). Er werden ook opnieuw straffen tegen valsemunterij ingevoerd. Karel stuurde zelfs zijn wachters eropuit eenieder die zijn denarii niet als betaling wilde aannemen in de kraag te vatten. De Karolingische munten waren in grote aantallen in omloop. Zij worden ook in de buurlanden zoals Scandinavië en Engeland aangetroffen. 
Het edict bevatte verder maatregelen tegen het bouwen van privévestingen. Eerder had de koning het bouwen van versterkte bruggen en andere stellingen bevorderd, mede om het gevaar van de Vikingen het hoofd te kunnen bieden, maar nu begonnen er plaatselijke machthebbers te ontstaan die een bedreiging voor de koninklijke macht vormden. 
De Karolingische vorsten na Karel de Kale hadden - met alle economische en sociale gevolgen van dien - eenvoudig de macht niet meer om dit soort maatregelen af te dwingen door de steeds grotere politieke versnippering van het Frankische rijk.